# Cornutrypeta yushunia
Cornutrypeta yushunia es una especie de insecto del género Cornutrypeta de la familia Tephritidae del orden Diptera.

## Historia
Fue descrita científicamente por primera vez en el año 1993 por Han & Wang.